# (16417) 1987 SF5
(16417) 1987 SF5 es un asteroide perteneciente al cinturón de asteroides, descubierto el 30 de septiembre de 1987 por Poul Jensen desde el Observatorio Brorfelde, Holbæk, Dinamarca.

## Designación y nombre
Designado provisionalmente como 1987 SF5. 

## Características orbitales
(16417) 1987 SF5 está situado a una distancia media del Sol de 2,215 ua, pudiendo alejarse hasta 2,543 ua y acercarse hasta 1,887 ua. Su excentricidad es 0,148 y la inclinación orbital 3,233 grados. Emplea 1204,03 días en completar una órbita alrededor del Sol.

## Características físicas
La magnitud absoluta de (16417) 1987 SF5 es 15,49. Tiene 2,030 km de diámetro y su albedo se estima en 0,297.